# U-30号潜艇 (1936年)
U-30号（德語：U 30）是纳粹德国战争海军建造的十艘VII-A型近岸潜艇（或称U艇）之一。它由不来梅的威悉船厂承建，于1936年8月4日下水，至同年10月8日交付使用。第二次世界大战期间，该艇曾执行过八次巡逻作战，共击沉17艘、击伤2艘同盟国或中立国舰船，累积总吨位为123,232吨。1945年4月17日，U-30号在基尔退役，至1945年5月5日在弗伦斯堡峡湾执行“彩虹命令”而自沉，其残骸则于1948年被打捞上岸拆解。

## 设计
VII级潜艇是基于德国早期的潜艇发展而来，其设计可追溯到第一次世界大战的UB-III型，特别是被取消的UG级方案，再结合造舰工程局为芬兰设计的水妖级加以改进。VII级是单壳体结构，压载水舱以马鞍形安装在艇体上半部的两边舷侧是其最大的特征。由于编入舰队后的使用成绩较好，一边不断进行改进一边持续批量生产，结果成为了纳粹德国潜艇舰队的主力。
U-30号是VII级的第一个衍生型号VII-A型之一。其全长64.51米、舷宽5.85米、高9.5米，并有4.37米的吃水深度，水上和水下排水量分别为626吨和745吨。VIIA型艇采用两台猛狮生产的M6V 40/46型六缸四冲程1,155匹公制馬力（850千瓦特）柴油机用于水面运行，以及两台布朗-博韦里提供的GG UB 720/8型375匹公制馬力（280千瓦特）双作用电动发电机用于水下航行；水面最高航速17節（31每小時），水下8節（15每小時）；能够在水面以10節（19每小時）航速续航6,200海里（11,500），或以4節（7.4每小時）连续在水下航行94海里（174）而无需充电。尽管起居舱室非常狭窄，但由于其快捷的紧急下潜速度，VIIA型艇普遍受到船员们的欢迎，并被视为比更大、更迟钝的艇型更能保护他们免受敌人的攻击。
武器装备方面，U-30号较前型II级潜艇的装备更重，有四具艇艏内置和一具艇艉外置鱼雷发射管，可携带11枚G7型鱼雷或最多22枚TMA型水雷（TMB型则为33枚）。此外，该艇还搭载有一门配备220发弹药的88毫米35式速射炮以及一门配备1,195发弹药20毫米30式高射炮作为甲板炮。其标准船员编制为4名军官及40－44名水兵。

## 历史
1935年4月1日，海军造舰局不惜违反《凡尔赛条约》，正式将六艘VII-A型潜艇（U-27至U-32号）的建造合同发包予不来梅的威悉船厂。其中U-30号于1936年1月24日开始铺设龙骨，建造序列为911。经过近七个月的建造，它于1936年8月4日下水，至10月8日在前U-15号艇长、海军上尉汉斯·科豪兹的指挥下交付使用。完成海试后，该艇加入驻威廉港的“扎尔茨韦德尔”潜艇区舰队，先后担任前线艇和作战艇直至1939年12月31日。西班牙内战期间，U-30号也曾两度被部署至西班牙沿岸执行观察任务。当U艇编制于1940年1月1日重组时，它又继续在驻威廉港的第2潜艇区舰队担任前线艇。同年底退出前线任务后，该艇从1940年12月1日到1943年11月30日以训练艇身份成为驻梅默尔的第24潜艇区舰队的一份子，继而换编至驻戈滕哈芬的第22潜艇区舰队担任教学艇。随着苏联红军于1945年初发动东普鲁士攻势，德国人被迫放弃戈滕哈芬基地，U-30号遂跟随区舰队自1945年1月移驻基尔，并于当月23日在当地退役。此后它曾计划在弗伦斯堡充当鱼雷学校指挥部的射击训练火炮平台，但直到战争结束都未能实现。根据长期生效的“彩虹命令”，该艇于1945年5月5日在弗伦斯堡峡湾、即编号为AN-9493的海军网格处（54°49′N 9°25′E / 54.817°N 9.417°E）自行凿沉——尽管该命令在一天前便由海军元帅卡尔·邓尼茨撤销。艇只残骸其后被打捞上岸于1948年拆解报废。
第二次世界大战期间，U-30号完成了八次巡逻和一次狼群作战，共计击沉17艘、击伤2艘同盟国或中立国舰船，累积总吨位为123,232吨。

### 作战巡逻

#### 第一次巡逻

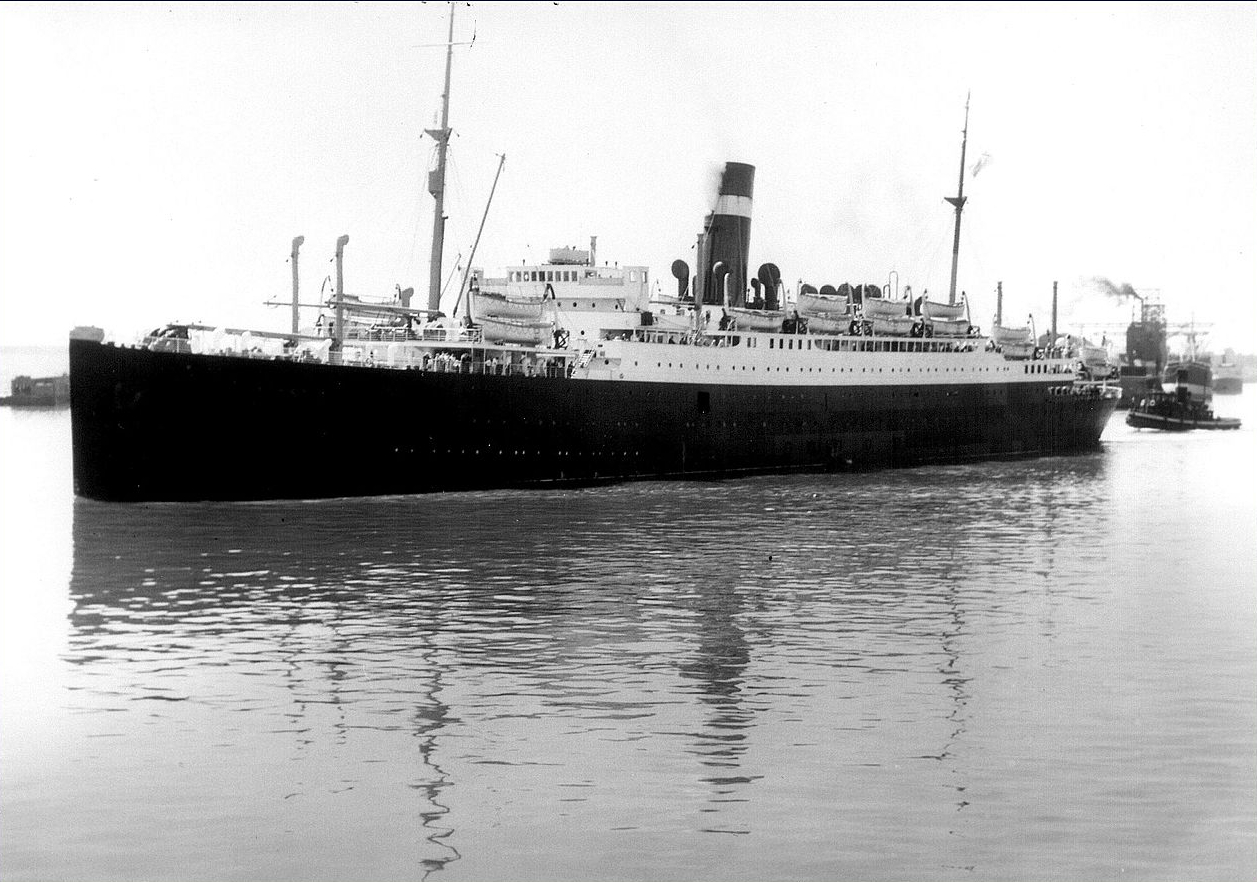
雅典娜号客轮 (1922年)是二战中第一艘被U艇击沉的船舶

1939年8月22日，U-30号在海军中尉弗里茨-尤里乌斯·伦普的指挥下离开威廉港执行首次巡逻，前往爱尔兰西北部的北大西洋游弋。9月3日，即英国对德宣战仅10小时后，该艇在距罗科尔以南约60海里（110）、即伊尼什特拉哈尔岛西北约200海里（370）处发现了正从利物浦驶往蒙特利尔、注册吨位达13,581吨的英国远洋客轮雅典娜号。该船当时正以之字形航线行驶，似乎偏离正常的航向，这使伦普相信这要么是一艘运兵船，要么是一艘Q船或武装商船巡洋舰。U-30号跟踪雅典娜号达三小时之久，最终于19:40，当两者都位处罗科尔和托里岛之间时，伦普下令发射了两枚鱼雷。其中一枚在雅典娜号的左舷轮机舱内爆炸，使其开始朝船艉下沉。这艘客轮在海面上漂浮了逾14个小时，直到翌日早上10:40才最终沉没。它成为二战中第一艘遭潜艇击沉的船舶；船上1,418名乘员中有112人死亡，其中包括28位当时仍保持中立的美国人。
袭击发生后，德国宣传部检视了从伦敦和德国海军总司令部传来的报告。在被德国海军告知在雅典娜号沉没的当天，没有U艇出现在该船附近后，宣传部立即否认了任何德国潜艇击沉雅典娜号的指控。相反，他们声称英国人用鱼雷击沉了他们自己的船只，企图将美国卷入战争。为了平息美国对雅典娜号沉没的反应，德国外交部长约阿希姆·冯·里宾特洛甫于1939年9月16日安排了海军元帅埃里希·雷德尔与美国海军武官会晤。在会谈中，雷德尔向武官保证，他已经收到了海上每艘德国潜艇的报告，“因此可以肯定，雅典娜号不是被德国潜艇击沉的”。雷德尔随后要求武官通知美国政府。然而，并非每艘潜艇都已返回港口，所有仍在海上的德国U艇都被要求保持无线电静默。
9月11日凌晨04:24，U-30号又在爱尔兰岛以西约200海里（370）袭击了无护航的英国货船布莱尔洛吉号（Blairlogie，4,425总吨）。至05:00，伦普以甲板炮发射了18枚炮弹，并在取得三发命中后截停了船只。当船员们分乘两艘救生艇弃船后，U-30号于05:30再发射一枚鱼雷将货船击沉。三天后的13:23，另一艘无护航的英国货轮法纳德角号在马林角西北偏西约280海里（520）处被U-30号的一枚火炮弹拦截。42名船员分乘两艘救生艇弃船，再由潜艇拖离现场。一队押解船员则登船接管给养补给品，并为凿沉做好准备。然而，原船员已经发出求救信息，通知了位处东北约200海里（370）处进行反潜巡逻的航空母舰皇家方舟号。航母立即起飞了三架贼鸥式战斗轰炸机，并从它的护航阵幕中分遣出三艘驱逐舰。两小时后，皇家方舟号再分两批次起飞三架剑鱼式鱼雷轰炸机，并将另外两艘驱逐舰派遣到现场，但为时已晚。当第一架贼鸥对失事船舶进行调查时，飞行员惊讶地发现一艘潜艇就在旁边，不得不立即在极低的高度投下炸弹。小型炸弹在接触水面时引爆，弹片击中飞机，迫使飞行员弹射逃生。两名机组人员在坠机事故中幸存，严重烧伤，并开始向法纳德角号游去，但只有飞行员到达，并被受伤的德国水兵救起。U-30号通过从艉部紧急下潜躲过一劫。炸弹是在离船很近的地方引爆的，船上有三名押解船员被弹片划伤。第一次空袭10分钟后，另一架贼鸥到达现场，分两次袭击了货轮以南约1海里（1.9）处的一个物体，但炸弹哑火。他们报告了司令塔遭到袭击，并观察到有两人在水里游泳，但事实上该物体很可能是第一艘贼鸥的残骸。当U-30号浮出水面时，他们已经没有炸弹了，只得用扫射攻击迫使它再次下潜。飞机当时已燃油不足，遂飞离该地区。随后，潜艇重新浮出水面，并试图靠近并营救押解船员。与此同时，第三架贼鸥抵达现场，由于对之前的行动一无所知，它几乎完全重复了导致第一架贼鸥失事的行为。炸弹炸毁了机头和发动机，贼鸥坠入大海。观察员和飞机一同消失，但飞行员设法逃脱并被带上船。U-30号在第三次尝试靠近时损坏了艇艏，并成功将5名船员带上了潜艇。飞行员最初仍留在船上，但当伦普告知他们该船将被鱼雷击沉并被俘虏时，他们跳下了船，就在第一架剑鱼抵达并通过扫射迫使潜艇下潜的几分钟前。18:20，法纳德角号被一枚从500米外射出的鱼雷击沉。随后，水下的U-30号被剑鱼的炸弹和两艘驱逐舰投掷的深水炸弹严重损坏。它被一直追击至22:00，一小时后才成功逃出水面。
9月19日，U-30号驶入冰岛的雷克雅未克，将一名在袭击中身负重伤的水兵转移至被扣押在当地的德国轮船哈姆号（Hamm），并将后者的三副作为替补登艇。这名水兵得以伤愈，但在1940年5月英国入侵冰岛时被俘，并被转移到加拿大的战俘营。潜艇则于9月27日返抵威廉港，U艇部队总司令卡尔·邓尼茨准将当即接见了伦普。邓尼茨后来表示，伦普看起来“非常不高兴”，他告诉将军，他实际上要为雅典娜号的沉没负责。邓尼茨随后收到指示，要求对雅典娜号事件“绝对保密”，海军总司令部(OKM)也未将伦普送交军事法庭，因为他们认为其行为是善意的，关于雅典娜号沉没的所有政治解释都由总司令部处理，他们会否认任何关于德国U艇击沉该船的指控。为了保守雅典娜号沉没的秘密，邓尼茨篡改了U-30号的航海日志以抹去全部证据。直到1946年的纽伦堡审判，这艘客轮命运的真相才被德国人公布于众。

#### 第二、三次巡逻

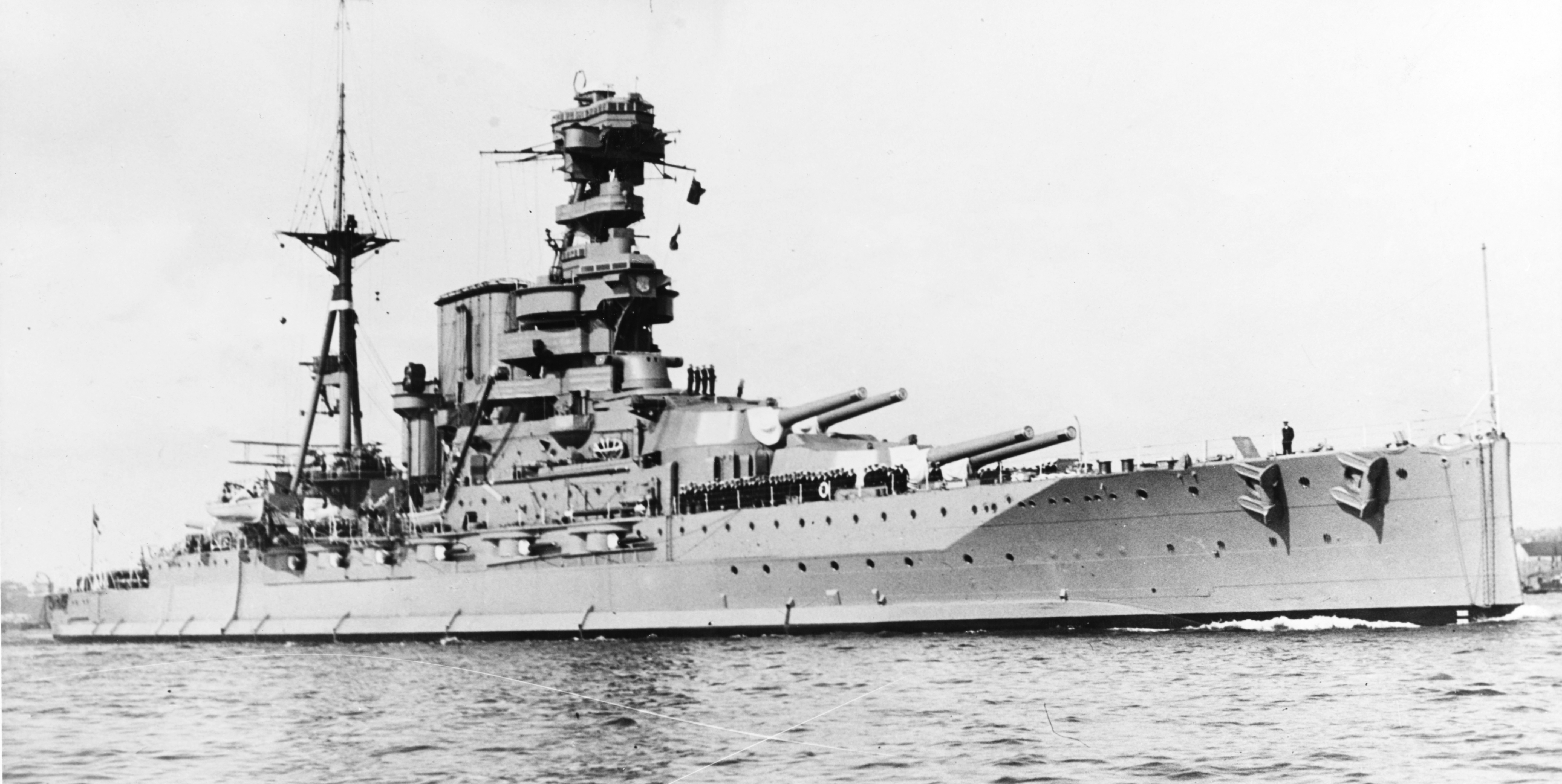
英国战列舰巴勒姆号战列舰先是被U-30号击伤，后于1941年遭U-331号潜艇击沉

伦普率U-30号于12月9日从威廉港启程执行第二次巡逻，但由于发动机故障而不得不于12月14日返航。经过维修并重新出发（第三次巡逻），该艇驶入北海，然后环绕不列颠群岛游弋及沿爱尔兰岛南岸航行，并于12月28日相继袭击了两艘隶属英国皇家海军的舰艇。其中武装拖网船芭芭拉·罗伯逊号（HMS Barbara Robertson，325总吨）于凌晨04:00在刘易斯角西北约35海里（65）处被伦普以火炮击沉；而排水量达31,100吨的战列舰巴勒姆号则于15:35在刘易斯角以西约约66海里（122）处被U-30号发射的一枚鱼雷击中左舷受损，但它仍可自行驶往利物浦，并在经历了六个月的维修后重新投运。1940年1月6日深夜，伦普在皇后海峡附近、即编号为AM-9324的海军网格内共敷设了十二枚水雷，造成6艘商船遇难：首先是HX-14B号护航船队的英国油轮熊号（El Oso，7,267总吨），它于1月11日11:00触雷，并在利物浦的巴尔灯船西北偏西约6海里（11）处沉没。1月16日，OB-72号护航船队中的英国货轮格拉西亚号（Gracia，5,642总吨）在巴尔灯船西南偏西约5海里（9.3）处触雷严重受损。该船在纽康诺尔搁浅，后来被打捞浮起并得到修复。一天后，OB-74号护航船队中的英国货轮凯恩罗斯号（Cairnross，5,494总吨）也在大致相同的位置触雷沉没。即便是在U-30号于1月17日返航后，这片雷区至接下来的两个月依然造成3艘英国商船沉没，分别为4,305总吨的客船芒斯特号（Munster，2月7日）、5,406总吨的货轮查格雷斯号（Chagres，2月9日）和5,068总吨的货轮顾问号（Counsellor，3月8日）。

#### 第四、五次巡逻
U-30号的第四次巡逻于1940年3月11日启动，当时它离开威廉港前往挪威西岸，为入侵该国的“威悉演习行动”做准备。在为期二十天的时间里，U-30号沿着挪威海岸向东北行驶，寻找盟军的护航船队，但一无所获，遂于3月30日返回威廉港。期间在3月13日，伦普曾于56°51′N 03°48′W / 56.850°N 3.800°W、即编号为AN-4965的海军网格处向英国潜艇逃学者号发射了两枚鱼雷，却均告射失。3月29日凌晨04:00，该艇还在挪威埃格尔松西南约40海里（74）处的北海救出了漂浮中的道尼尔Do-18G飞行艇的全部四名机组人员。这艘飞行艇在前一天的搜救任务中因发动机故障而紧急迫降在海上。由于无法实施拖拽，德国潜艇用火炮击沉了它。
4月3日，U-30号从威廉港启航执行第五次巡逻，正式参与“威悉演习行动”。它与U-34号共同组成第二集群，作战区域位于特隆赫姆周边海域。伦普在挪威西岸游弋了三十二天，随后朝西南驶往苏格兰，以拦截正在向北驰援挪威的英国军舰。然而与第四次巡逻一样，U-30号在是次行动中未能取得任何战功，并于5月4日返抵威廉港。随后，该艇于5月7日至6月3日期间前往汉堡的霍瓦兹船厂进行大修。

#### 第六次巡逻
为了能够从比斯开湾向大西洋出击，U-30号于6月8日离开威廉港执行第六次巡逻，经由北海海峡和菲尼斯特雷角南下前往德占法国。从6月12日至17日，该艇曾在爱尔兰南部参与“普里恩狼群”作战，目标是攻击从哈利法克斯前往利物浦途中的HX-47号护航船队，但一无所获。直至6月20日21:42，伦普才取得自第三次巡逻以来的首个战功，在韦桑岛以西约130海里（240）处发射鱼雷击沉了HG-34F号护航船队中的英国货船奥特普尔号（Otterpool，4,876总吨），导致对方船长、21名船员和1名炮手丧生。两天后的01:58，从HX-49号护航船队中分离出来的挪威货船兰斯湖号（Randsfjord，3,999总吨）又在皇后镇西南偏南约80海里（150）处被U-30号发射的一枚鱼雷击中。鱼雷在船艏左舷爆炸，导致该船三分钟后倾覆沉没，船长和3名船员罹难，其余船员则跳上救生艇弃船。潜艇随即浮出水面，德国人询问了幸存者，递给他们一瓶白兰地，然后在发现两艘驱逐舰后全速驶离该地区。6月25日，U-30号在西班牙的费罗尔驻泊，由德国供应舰马克斯·阿尔布雷希特号（Max Albrecht，5,824总吨）补充了燃料、水和补给品。6月28日02:02，无护航的英国货轮拉纳斯号（Llanarth，5,053总吨）在韦桑岛以南约220海里（410）处被伦普发射的一枚鱼雷击中船艉，延至两个半小时后沉没。该船于前一天中午即被发现，但潜艇于16:57发射的两枚鱼雷均未能取得击中。进入7月后，U-30号于1日00：23在韦桑岛以西约300海里（560）处袭击了SL-36号护航船队，并声称击沉一艘注册吨位为7,900吨的船只。这一说法没有得到盟军报告的证实。04:00，德国潜艇再次发起攻击，并击沉了5,218总吨的英国货轮贝尼翁号（Beignon）。在抵港前一天，即7月6日08:31，伦普还在布雷斯特西南偏西约160海里（300）处发射鱼雷击中了无护航且中立的埃及货船安吉尔·马布罗号（Angele Mabro，3,154总吨）左舷中部，致使后者立即连同全体船员葬身大海。U-30号于7月7日抵达洛里昂，成为第一艘入驻新占领的洛里昂基地的德国潜艇。

#### 第七、八次巡逻
7月13日，U-30号开启了从洛里昂出发的首次巡逻，也是它的第七次巡逻。在十二天的时间里，它向南航行到葡萄牙和直布罗陀海峡，并于21日16:00在菲尼斯特雷角以西约180海里（330）处开炮拦截了英国货船埃拉罗伊号（Ellaroy，712总吨）。随后，德国人命令船员弃船，并于22:39发动致命一击将其击沉。三天后，即7月24日，该艇便因其中一台发动机发生故障而被迫返回洛里昂。U-30号显然出现了很多机械问题，遂于7月24日至8月5日间在当地造船厂进行修理工作，当局亦因此决定要谨慎使用它。其下一次巡逻依然会从洛里昂出发，但将返回德国。
U-30号的第八次暨最后一次作战巡逻于8月5日启程，驶往北大西洋。在二十六天的时间里，它穿过不列颠群岛北部进入北海，并在途经黑尔戈兰岛（小修）和威廉皇帝运河后于8月30日到达基尔。期间该艇先是于9日20:32以一枚鱼雷袭击了无护航的瑞典货轮广州号（5,779总吨），使后者在托里岛以西约70海里（130）处沉没；之后又于8月16日19:32在外赫布里底群岛的北尤伊斯特岛以西约3,500海里（6,500）处击沉OB-197号护航船队中的英国货轮麦克菲氏族号（Clan Macphee，6,628总吨）。然而在此之后，U-30号再次遭遇发动机故障，被迫提前结束巡逻返回德国。在其抵达之前，伦普便已知悉他因此前率艇取得的卓越战功而被予了铁十字骑士勋章。

## 袭击历史摘要
| 日期           | 船名            | 船籍         | 吨位   | 结局         |
| -------------- | --------------- | ------------ | ------ | ------------ |
| 1939年9月3日   | 雅典娜号        | 英国         | 13,581 | 击沉         |
| 1939年9月11日  | 布莱尔洛吉号    | 英国         | 4,425  | 击沉         |
| 1939年9月14日  | 法纳德角号      | 英国         | 5,200  | 击沉         |
| 1939年12月28日 | 芭芭拉·罗伯逊号 | 英國皇家海軍 | 325    | 击沉         |
| 1939年12月28日 | 巴勒姆号        | 英國皇家海軍 | 31,100 | 击伤         |
| 1940年1月11日  | 熊号            | 英国         | 7,267  | 击沉（触雷） |
| 1940年1月16日  | 格拉西亚号      | 英国         | 5,642  | 击伤（触雷） |
| 1940年1月17日  | 凯恩罗斯号      | 英国         | 5,494  | 击沉（触雷） |
| 1940年2月7日   | 芒斯特号        | 英国         | 4,305  | 击沉（触雷） |
| 1940年2月9日   | 查格雷斯号      | 英国         | 5,406  | 击沉（触雷） |
| 1940年3月8日   | 顾问号          | 英国         | 5,068  | 击沉（触雷） |
| 1940年6月20日  | 奥特普尔号      | 英国         | 4,876  | 击沉         |
| 1940年6月22日  | 兰斯湖号        | 挪威         | 3,999  | 击沉         |
| 1940年6月28日  | 拉纳斯号        | 英国         | 5,053  | 击沉         |
| 1940年7月1日   | 贝尼翁号        | 英国         | 5,218  | 击沉         |
| 1940年7月6日   | 安吉尔·马布罗号 | 埃及         | 3,154  | 击沉         |
| 1940年7月21日  | 埃拉罗伊号      | 英国         | 712    | 击沉         |
| 1940年8月9日   | 广州号          | 瑞典         | 5,779  | 击沉         |
| 1940年8月16日  | 麦克菲氏族号    | 英国         | 6,628  | 击沉         |

## 脚注
1. ↑  日本海人社，第20頁.
2. 1 2  Gröner 1991，第40頁.
3. ↑  Helgason, Guemundur. . German U-boats of WWII - uboat.net.   [2024-02-02]. （原始内容存档于2023-12-02）.
4. 1 2 3 4  . U-Boot-Archiv.   [2024-02-28]. （原始内容存档于2024-02-28）.
5. ↑  Helgason, Guðmundur. . German U-boats of WWII - uboat.net.   [2024-02-28]. （原始内容存档于2020-09-20）.
6. 1 2  Helgason, Guðmundur. . German U-boats of WWII - uboat.net.   [2024-02-28]. （原始内容存档于2023-01-30）.
7. ↑  Helgason, Guðmundur. . German U-boats of WWII - uboat.net.   [2024-02-28]. （原始内容存档于2021-10-24）.
8. ↑  Johnmeyer, Hillard. . Something About Everything Military.   [2014-08-13]. （原始内容存档于2014-08-14）.
9. ↑  Helgason, Guðmundur. . German U-boats of WWII - uboat.net.   [2024-02-28].
10. ↑  Shirer，第637頁.
11. ↑  Helgason, Guðmundur. . German U-boats of WWII - uboat.net.   [2024-02-29]. （原始内容存档于2020-08-11）.
12. 1 2  Helgason, Guðmundur. . German U-boats of WWII - uboat.net.   [2024-02-29]. （原始内容存档于2020-09-19）.
13. ↑  Shirer，第637–638頁.
14. 1 2  Helgason, Guðmundur. . German U-boats of WWII - uboat.net.   [2024-03-04]. （原始内容存档于2021-10-22）.
15. ↑  Helgason, Guðmundur. . German U-boats of WWII - uboat.net.   [2024-03-04]. （原始内容存档于2020-09-27）.
16. ↑  Helgason, Guðmundur. . German U-boats of WWII - uboat.net.   [2024-03-04]. （原始内容存档于2010-11-25）.
17. ↑  Helgason, Guðmundur. . German U-boats of WWII - uboat.net.   [2024-03-04]. （原始内容存档于2020-08-09）.
18. ↑  Helgason, Guðmundur. . German U-boats of WWII - uboat.net.   [2024-03-04]. （原始内容存档于2020-08-12）.
19. ↑  Helgason, Guðmundur. . German U-boats of WWII - uboat.net.   [2024-03-05]. （原始内容存档于2020-10-25）.
20. ↑  Helgason, Guðmundur. . German U-boats of WWII - uboat.net.   [2024-03-05]. （原始内容存档于2020-09-27）.
21. ↑  Helgason, Guðmundur. . German U-boats of WWII - uboat.net.   [2024-03-05]. （原始内容存档于2020-09-27）.
22. ↑  Helgason, Guðmundur. . German U-boats of WWII - uboat.net.   [2024-03-05]. （原始内容存档于2022-12-03）.
23. ↑  Helgason, Guðmundur. . German U-boats of WWII - uboat.net.   [2024-03-05]. （原始内容存档于2020-07-28）.
24. ↑  Helgason, Guðmundur. . German U-boats of WWII - uboat.net.   [2024-03-05]. （原始内容存档于2020-08-13）.
25. ↑  Helgason, Guðmundur. . German U-boats of WWII - uboat.net.   [2024-03-05]. （原始内容存档于2020-09-29）.
26. ↑  Helgason, Guðmundur. . German U-boats of WWII - uboat.net.   [2024-03-05]. （原始内容存档于2020-09-24）.
27. ↑  Helgason, Guðmundur. . German U-boats of WWII - uboat.net.   [2024-03-05]. （原始内容存档于2021-06-19）.
28. ↑  Helgason, Guðmundur. . German U-boats of WWII - uboat.net.   [2024-03-05]. （原始内容存档于2020-09-25）.
29. ↑  Helgason, Guðmundur. . German U-boats of WWII - uboat.net.   [2024-03-05]. （原始内容存档于2020-08-08）.
30. ↑  Blair，第176頁.
31. ↑  Blair，第177頁.
32. ↑  Helgason, Guðmundur. . German U-boats of WWII - uboat.net.   [2024-03-05]. （原始内容存档于2021-06-12）.
33. ↑  Helgason, Guðmundur. . German U-boats of WWII - uboat.net.   [2024-03-05]. （原始内容存档于2020-08-12）.
34. ↑  Helgason, Guðmundur. . German U-boats of WWII - uboat.net.   [2024-03-05]. （原始内容存档于2020-10-21）.
35. ↑  Blair，第178頁.